# Magic Alex
Yanni (John) Alexis Mardas detto "Magic Alex" (in greco: Γιάννη Αλέξης Μάρδας; Atene, 2 maggio 1942 – Atene, 13 gennaio 2017) è stato un tecnico del suono greco, famoso per la sua associazione con i Beatles e per essere stato per breve tempo responsabile della Apple Electronics.
Il soprannome "Magic Alex" gli venne dato da John Lennon nel periodo nel quale (1965-1969) egli ebbe rapporti con il gruppo.
Mardas arrivò in Inghilterra nel 1965, esibendo le sue Kinetic Light Sculptures alla Indica Gallery di Londra. Impressionò John Lennon con la Nothing Box: una piccola scatola di plastica con luci intermittenti; e poi gli dichiarò di essere in grado di costruire un banco mixer a 72 piste, cosa inaudita per l'epoca quando lo standard erano macchine a 4 piste. Nel 1968 Mardas andò in India insieme ai Beatles durante il loro soggiorno presso l'ashram del Maharishi Mahesh Yogi, e fu allora che gli venne assegnato il compito di ridisegnare il nuovo Apple Studio a Savile Row. I suoi sforzi fallimentari, costarono alla Apple perdite di circa 300,000 sterline dell'epoca.
Negli anni settanta, Mardas si riciclò come consulente per la sicurezza dei VIP. Re Hussein di Giordania gli commissionò una flotta di auto blindate, ma le modifiche apportate da Mardas ai veicoli dovettero essere annullate quando i test dimostrarono che erano inutilizzabili. Nel 1987, Mardas divenne il direttore della Alcom Ltd, società specializzata in sicurezza e comunicazione elettronica. Successivamente tornò in Grecia.

## Biografia

### Londra e Beatles
Il ventitreenne Yannis Alexis Mardas arrivò in Gran Bretagna con un visto da studente nel 1965, fece amicizia con John Dunbar, fondatore (insieme a Barry Miles) della Indica Gallery di Londra, e poi andò a vivere insieme a lui in un appartamento su Bentinck Street, dove conobbe John Lennon. Inizialmente, trovò lavoro come tecnico riparatore di televisori. In seguito, Dunbar lo presentò a Brian Jones, e gli fece esporre la sua opera Kinetic Light Sculptures alla Indica Gallery. Questa venne notata da Lennon, che inoltre apprezzò particolarmente un'altra "invenzione" di Mardas, la Nothing Box; una scatoletta di plastica con luci intermittenti che Lennon, sotto gli influssi dell'LSD, poteva osservare per ore affascinato. Fu a questo punto che Lennon diede a Mardas il soprannome "Magic Alex". Egli raccontò a Lennon di avere delle idee in mente per degli apparecchi elettronici futuristici ai quali "stava lavorando", e John convinse gli altri Beatles a finanziare i suoi esperimenti.

#### Apple Electronics
Nel settembre 1967, i Beatles crearono per Mardas una compagnia chiamata Fiftyshapes Ltd. per permettergli di lavorare ai suoi progetti; e successivamente lo assunsero alla Apple Corps, affidandogli la direzione della divisione tecnologica della società, la Apple Electronics, con la promessa di ricevere il 10% di ogni profitto derivante da una sua invenzione.
All'epoca anche Paul McCartney rimase affascinato delle idee di Mardas, e lo chiamava il "mago greco". Mardas appare (non accreditato) nel film tv Magical Mystery Tour dei Beatles, trasmesso per la prima volta il 26 dicembre 1967 sul canale BBC1.
In questo periodo, Magic Alex contribuì insieme a Lennon alla composizione del brano What's the New Mary Jane, originariamente previsto per l'inclusione nel White Album dei Beatles, ma poi scartato. In seguito però, Lennon decise di rimuovere Mardas dagli autori del pezzo per ragioni sconosciute.
Il laboratorio di Mardas alla Apple Electronics, era situato al n. 34 di Boston Place, Westminster, Londra, e il suo assistente era tale Alfred Crotti, statunitense di nascita. In un celebre spot televisivo della Apple Corps incluso nel DVD Anthology, Mardas indossa un camice bianco da scienziato nel suo laboratorio alla Apple Electronics e si presenta dicendo: «Hello, I'm Alexis, from Apple Electronics. I would like to say 'Hello' to all my brothers around the world, and to all the girls around the world, and to all the electronic people around the world. That is Apple Electronics» ("Ciao, sono Alexis, della Apple Electronics. Vorrei dire "Ciao" a tutti i miei fratelli nel mondo, alle ragazze di tutto il mondo e a tutte le persone elettroniche del mondo. Questa è la Apple Electronics"). Un misterioso incendio verificatosi nel laboratorio qualche tempo dopo, prevenne Mardas dal presentare e dare dimostrazioni delle sue ultime invenzioni, ma egli dichiarò: «Sono un giardiniere, e adesso mi occupo di elettronica. Forse l'anno prossimo, mi occuperò di cinema o poesia. Non ho nessuna esperienza o formazione in nessuno di questi campi, ma ciò è del tutto irrilevante».
L'11 luglio 1968, Mardas sposò la ventiduenne Eufrosyne Doxiades (figlia di un architetto greco) presso la chiesa di St. Sophia a Londra. George Harrison, Pattie Boyd, John Lennon, Yōko Ono e Donovan presenziarono alla cerimonia.

#### Isola in Grecia
Nel 1964 i Beatles avevano già tentato di acquistare una piccola isola in Grecia (Αγια Τριάδα), sulla costa dell'isola di Eubea, ma i proprietari non erano interessati a vendere. Lennon era ancora interessato a comprare un'isola con l'idea di viverci tutti insieme, e discusse la cosa con gli altri Beatles il 19 luglio 1967. Il padre di Mardas era un maggiore della polizia segreta greca, e Alexis spiegò ai Beatles che grazie alle sue conoscenze potevano avere un aggancio nelle istituzioni greche, per velocizzare l'acquisizione dell'isola. Il 22 luglio 1967, Harrison e la moglie Pattie Boyd, Ringo Starr e Neil Aspinall volarono a Atene, dove pernottarono a casa dei genitori di Mardas, fino a quando Lennon, insieme a Cynthia Lennon e il loro figlio Julian, McCartney e Jane Asher, la sorella sedicenne di Pattie Boyd, Paula, Mal Evans e Alistair Taylor li raggiunsero in Grecia. Si decise di noleggiare uno yacht, ma la barca dovette fermarsi a Creta a causa del maltempo, e il gruppo rimase bloccato a Atene per tre giorni. Alla fine trovarono disponibile la piccola isola di Leslo, sulla quale c'erano un villaggio di pescatori, quattro spiagge e un campo di ulivi. Quattro isolotti circondavano l'isola, ritenuti ideali per ciascun Beatle, così l'isola venne acquistata per £95,000; ma venne rivenduta solo pochi mesi dopo, perché tutti e quattro i Beatles avevano perso interesse nella cosa.

#### Maharishi Mahesh Yogi

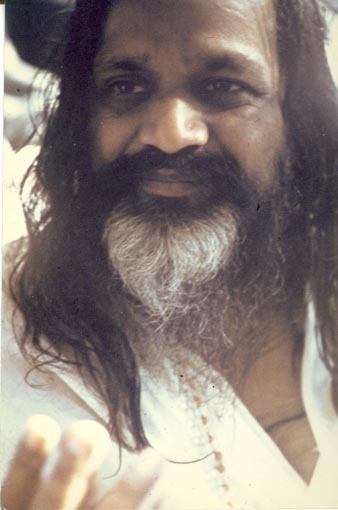
Il Maharishi Mahesh Yogi

Mardas e Neil Aspinall raggiunsero Lennon e Harrison in India, dove questi stavano studiando meditazione sotto la guida del guru Maharishi Mahesh Yogi; Starr era già tornato in Inghilterra a causa della sua intolleranza al cibo indiano, mentre McCartney se ne era andato il 24 marzo 1968. Quando Mardas incontrò per la prima volta il Maharishi, gli disse in tono sarcastico: «Io ti conosco! Non ci siamo già incontrati in Grecia anni fa?».
Presto Mardas divenne geloso del controllo che il Maharishi sembrava esercitare su Lennon, e durante una delle loro frequenti passeggiate chiese a John perché mai il Maharishi avesse sempre un assistente al suo fianco. Lennon rispose che i Beatles (o forse solo Lennon e Harrison) stavano pensando di donare dei soldi al Maharishi. Quando Mardas ne parlò con il Maharishi, il guru gli offrì del denaro per costruire un potente ripetitore radio che potesse diffondere i suoi insegnamenti in tutta l'India.
Successivamente, Magic Alex raccontò a Lennon e Harrison che il Maharishi aveva avuto rapporti sessuali con una giovane studentessa americana nell'ashram di Rishikesh, e che inoltre aveva fatto delle proposte sessuali a Mia Farrow. Mardas continuò ad insistere che il Maharishi non era quello che diceva di essere; facendo venire dei dubbi persino a Harrison, che era il più devoto di tutti. I due Beatles chiesero spiegazioni al Maharishi, ma le sue risposte non furono soddisfacenti e quindi, i due decisero di andarsene.
Personalmente, Cynthia Lennon avanzò l'ipotesi che Mardas si fosse inventato tutta la storia delle lussuriose attenzioni del Maharishi per sminuire l'influenza del guru sui Beatles. Nel 2010, Mardas rilasciò al New York Times una dichiarazione ufficiale negando categoricamente di avere mai diffuso false voci in proposito.

#### Divorzio di Lennon
Dopo essere tornato in Inghilterra nel maggio 1968, Lennon suggerì che la moglie Cynthia andasse in vacanza in Grecia insieme a Mardas, Donovan, Pattie e Jenny Boyd. Lennon le disse di essere molto impegnato nelle registrazioni di quello che sarebbe diventato il "White Album", e che una vacanza le avrebbe giovato. Cynthia tornò a casa un giorno prima dalla Grecia, il 22 maggio 1968. Lei e Mardas scoprirono John e Yōko Ono seduti a gambe incrociate sul pavimento, mentre si guardavano negli occhi, e le mutandine della donna giacevano per terra fuori dalla camera matrimoniale. Cynthia chiese a Mardas se per quella notte poteva dormire a casa sua, ed egli acconsentì. All'appartamento, Magic Alex fece ubriacare Cynthia cercando di convincerla a fuggire con lui, e poi cercò di baciarla. Secondo Peter Brown, l'assistente personale di Brian Epstein, quella sera Cynthia andò a letto con Mardas: «Lei sapeva che sarebbe stato un errore nel momento che accadde, specialmente con Alex [Mardas], del quale non si era mai fidata, e che non le era mai piaciuto».
Poco tempo dopo John Lennon partì per New York insieme a McCartney, mentre Cynthia andò in Italia insieme alla madre. Durante il soggiorno in Italia, Alex Mardas le diede la notizia che John voleva chiedere il divorzio da lei accusandola di adulterio.

#### Apple Studio

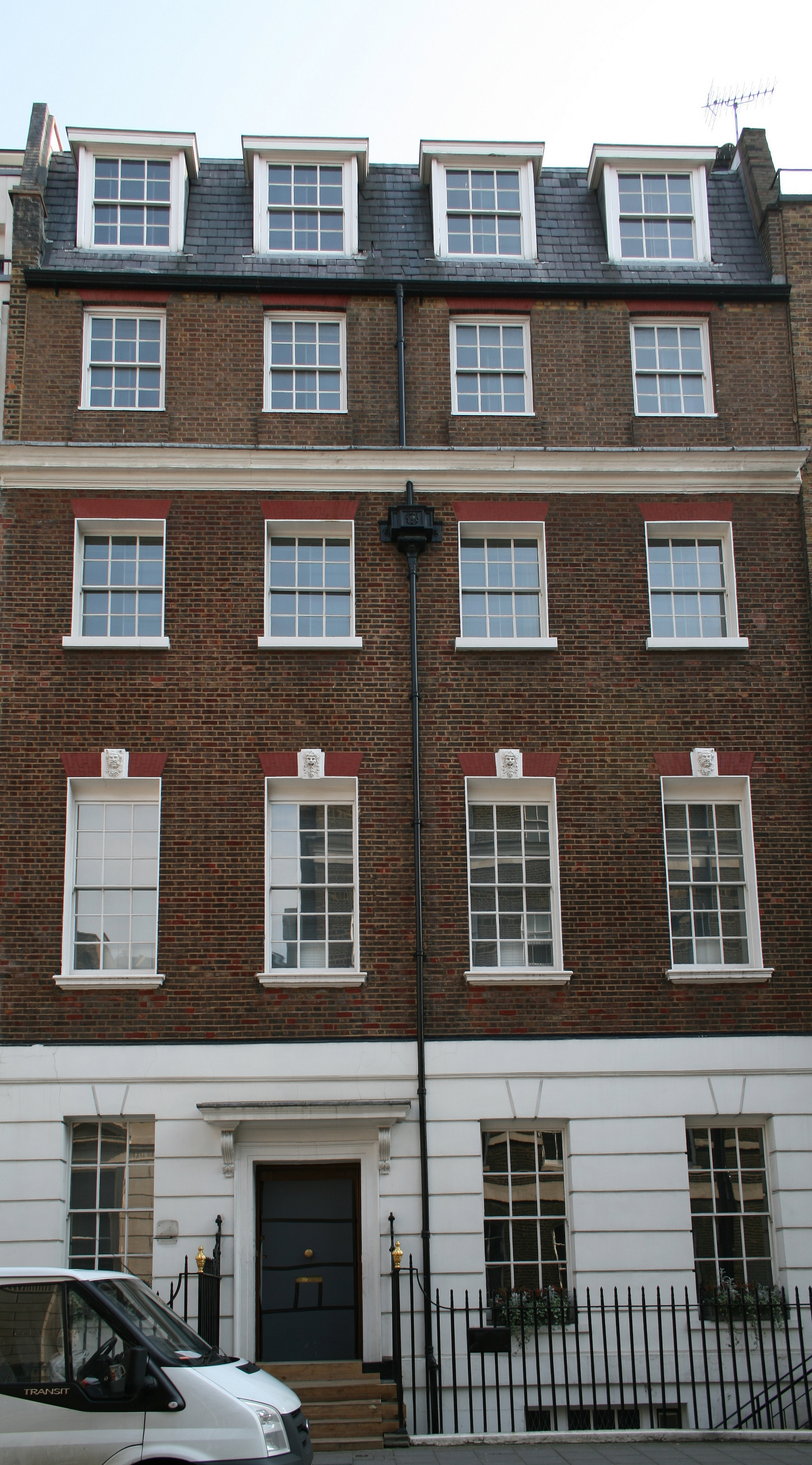
Gli uffici della Apple Corps, al 3 di Savile Row

Mardas era solito dire che gli EMI Studios erano "antiquati" e che "non andavano bene", facendo alterare di frequente il produttore George Martin: «Il problema era che Alex veniva sempre in studio a vedere cosa stavamo facendo per imparare, ma allo stesso tempo se ne andava in giro a dire che eravamo "antiquati". Ma trovavo molto difficile tenerlo alla larga, perché ai ragazzi piaceva molto. Dato che era ovvio che a me invece non piaceva per niente, si sviluppò un piccolo scisma». Mardas affermava di poter costruire uno studio di registrazione molto più avanzato, con un banco mixer a 72 piste, quando all'epoca lo standard erano solo 4 piste.
Magic Alex fornì ai Beatles dei resoconti regolari circa i suoi progressi, ma quando questi chiesero di vedere il nuovo studio nel gennaio 1969, scoprirono che era un completo disastro, totalmente inutilizzabile. Harrison disse che era un "caos totale", e che furono costretti a smontare tutto e ripartire da zero, definendo il lavoro di Magic Alex "il più grande disastro di tutti i tempi." Mardas rispose che non essendo mai stato negli studi di Savile Row, non aveva potuto collaudare le apparecchiature quando erano state portate lì dal laboratorio della Apple Electronics.
I Beatles chiesero aiuto a George Martin, che quindi fece portare a Saville Row due mixer a quattro piste dalla EMI, e al tecnico Geoff Emerick fu dato il compito di allestire il tutto. Quando nel 1969 Allen Klein divenne il nuovo manager dei Beatles, chiuse immediatamente la Apple Electronics e Mardas lasciò la compagnia dando le proprie dimissioni. In seguito, venne stimato che le "idee" e i "progetti" di Magic Alex costarono alla casse della Apple circa 300,000 sterline dell'epoca. Nessuno dei Beatles mantenne rapporti con lui in futuro.

### Consulente per la sicurezza
Negli anni settanta, l'industria dell'anti-terrorismo offriva veicoli blindati, e software di sicurezza. Mardas mise in piedi una società per offrire questi prodotti ai VIP.

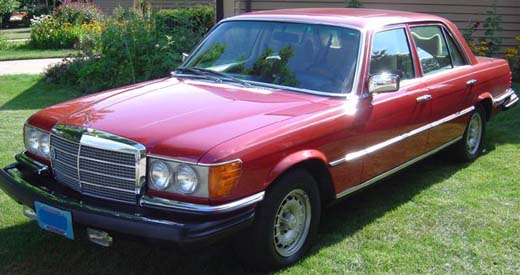
Una Mercedes-Benz 1978 450SEL 6.9

Nel 1974, egli tenne un ricevimento in onore del Principe Juan Carlos, ed ebbe l'opportunità di mettersi in affari con il governo spagnolo. Dopo l'assassinio dell'Ammiraglio Carrero Blanco, la famiglia reale spagnola decise di acquistare un numero maggiore di auto blindate a prova di proiettile, e affidò il lavoro alla società di Mardas. Sfortunatamente, la prima macchina spedita in Inghilterra per le modifiche, finì parcheggiata a Chobham per circa un anno in quanto nessuno era in grado di apportare le modifiche richieste. Il secondo contratto (del valore di circa 1/2 milione di sterline) fornì a Mardas il capitale per costituire due nuove società: la Alcom Devices Ltd, e la Night Vision Systems Ltd (riunite sotto la denominazione collettiva di "Project Alcom") a St. Albans Mews vicino a Edgware Road, Londra, per fornire sofisticati sistemi di comunicazione a Juan Carlos, in modo che egli potesse restare costantemente in contatto con il suo servizio di sicurezza.
Nel 1977, il Sultano dell'Oman ordinò sei limousine Mercedes 450 blindate, ma scoprì ben presto che le auto non erano sicure quanto avrebbe voluto. Una sua ex-guardia del corpo testò una delle auto nel deserto nel luglio 1977, sparandoci contro, ma un proiettile forò il serbatoio e l'auto esplose distruggendosi completamente. Le altre cinque macchine furono immediatamente rispedite al mittente. Anche Re Hussein di Giordania ebbe dei problemi con dei veicoli modificati dalla compagnia di Mardas, dopo che dei test di verifica con proiettili veri evidenziarono non solo l'inefficacia della blindatura delle auto, ma anche la pericolosità delle stesse, poiché le pallottole perforavano facilmente la placcatura e lo spesso vetro blindato si rompeva in mille schegge. Hussein ordinò che i veicoli fossero riportati al loro stato originario.

### Cause per diffamazione
Il 28 febbraio 1988, The Observer pubblicò un articolo nel quale Mardas veniva definito un mercante d'armi, ma successivamente il giornale pubblicò una smentita ufficiale il 30 aprile 1989. Poco tempo dopo, Mardas citò in giudizio il quotidiano The People per aver riportato la medesima notizia, e vinse la causa ottenendo un risarcimento di 75,000 sterline.
Nel 2008, Mardas fece causa per diffamazione al The New York Times, che in un articolo lo aveva definito un "ciarlatano". In una storia sul Maharishi, il giornalista Allan Kozinn aveva scritto: "Alexis Mardas, presunto inventore e ciarlatano, diventato intimo dei Beatles all'epoca". Dopo un ricorso in appello, nel 2009 Mardas proseguì la causa di diffamazione contro il The New York Times. Quando il giornale produsse un testimone, Sir Harold Evans, che testimoniò l'evidenza della responsabilità giornalistica del quotidiano, Mardas disse di essere disposto a ritirare la querela, a condizione che il giornale pubblicasse una scusa ufficiale spiegando inoltre che definendolo un ciarlatano, tale affermazione non asseriva implicitamente che egli fosse un truffatore. Il 4 marzo 2010, il New York Times pubblicò quanto richiesto da Mardas.

### Ultimi anni e morte
Il 5 maggio 2004 Mardas mise in vendita 15 articoli della sua collezione di cimeli di John Lennon. Gli articoli furono battuti all'asta da Christie's a South Kensington, Londra. Tra i cimeli c'erano la collana di pelle indossata da Lennon nel periodo 1967-1968 (visibile anche sulla copertina dell'album Unfinished Music No.1: Two Virgins), e una chitarra Vox Kensington customizzata dal Beatle. Mardas dichiarò di voler donare in beneficenza il ricavato dell'asta. Negli ultimi tempi egli visse in Atene fino alla morte sopraggiunta il 13 gennaio 2017 a causa delle conseguenze di una polmonite, all'età di 74 anni.